# آلیس واترز
آلیس لوئیس واترز (انگلیسی: Alice Louise Waters؛ زادهٔ ۲۸ آوریل ۱۹۴۴) یک سرآشپز، پدیدآور، نویسنده، فعال مدنی و رستوران‌دار اهل ایالات متحده آمریکا است. او مالک رستوران شه پانیس در برکلی، کالیفرنیا است که بابت مواد غذایی حاصل از کشاورزی زیستی و غذای‌های محلی‌اش و همچنین پیشگام بودن در «آشپزی کالیفرنیایی» که در سال ۱۹۷۱ آن را معرفی نمود، شهرت دارد.
آلیس واترز کتاب «آشپزی شه پانیس» (با همکاری پال برتولی)، «هنر پخت غذاهای ساده ۱ و ۲» و «۴۰ سال تجربهٔ شه پانیس» را به رشتهٔ تحریر درآورده است. کتاب خاطرات او با عنوان «ایجاد آشپزی پادفرهنگ» در سپتامبر ۲۰۱۷ منتشر و با جلد کاغذی در ماه مه ۲۰۱۸ در دسترس عموم قرار گرفت.
آلیس واترز بنیان‌گذار «بنیاد شه پانیس» در سال ۱۹۹۶ میلادی و باغ خوراکی «اِدیبل اِسکول‌یارد» در محوطهٔ «مدرسهٔ راهنمایی مارتین لوتر کینگ» در برکلی است. او مدافع و رایزنِ سیاست‌گذاری عمومی ملی برای اصلاح تغذیهٔ مدارس، و دسترسی همگانی به غذای سالم و اُرگانیک است. باغ سبزیجات ارگانیک کاخ سفید که توسط میشل اوباما ایجاد شد، نمونه‌ای از نفوذ و تأثیر او در زمینهٔ تغذیه سالم و غذای اُرگانیک بود.
نام او در سال ۲۰۱۵ در فهرست «تالار ملی مشاهیر زن» قرار گرفت.